# Stenay
Stenay là một xã trong vùng Grand Est, thuộc tỉnh Meuse, quận Verdun, tổng Stenay. Tọa độ địa lý của xã là 49° 29' vĩ độ bắc, 05° 11' kinh độ đông.

## Thông tin nhân khẩu
| 1962  | 1968  | 1975  | 1982  | 1990  | 1999  |
| ----- | ----- | ----- | ----- | ----- | ----- |
| 3.829 | 4.125 | 3.767 | 3.693 | 3.202 | 2.952 |

## Các thành phố kết nghĩa
- Münnerstadt, Đức

## Địa điểm tham quan
- Bảo tàng bia châu Âu